# Mexipyrgus churinceanus
Mexipyrgus churinceanus là một loài ốc nước ngọt rất nhỏ, là động vật thân mềm chân bụng sống dưới nước thuộc họ Hydrobiidae.

## Phân loài
- Mexipyrgus churinceanus lugoi - Mexipyrgus De Lugo Snail